# System Management Mode
Der System Management Mode (SMM) ist ein Ausführungsmodus von Prozessoren der x86-Architektur in einer isolierten Privilegienstufe (Ring –2). Er wurde mit dem Intel i386 SL eingeführt und ist für die Hardware-Kontrolle, das Energiemanagement und herstellerspezifische Anwendungen gedacht. Die im SMM ausgeführte Firmware unterbricht das Betriebssystem und die laufenden Anwendungen auf transparente Art.

## Charakteristika
Der Übergang aus dem Protected Mode, dem Virtual 8086 Mode oder dem Real Mode in den SMM erfolgt immer über einen externen, nicht-maskierbaren System Management Interrupt (SMI). Es ist allerdings möglich, diesen Interrupt indirekt per Software auszulösen, indem ein Programm bestimmte privilegierte Portzugriffe tätigt. Der Prozessorkontext wird dabei gespeichert und nach Beendigung des SMM mit der Instruktion RSM wiederhergestellt.
Innerhalb des SMM können, wie bei hoher Privilegierung, alle E/A- und Systembefehle verwendet werden. Es wird ein eigener Adressierungsmodus verwendet, der SMRAM genannt wird. Trotzdem kann auf den gesamten physischen Speicher zugegriffen werden.
Interrupts werden im SMM gesperrt, sodass erst nach dem Austritt eine Bearbeitung erfolgen kann. Insbesondere kann eine verschachtelte Ausführung des SMM nicht passieren, da das Auftreten eines SMI während der Ausführung im SMM nicht möglich ist.

## Problematiken

### Sicherheit
Da die Ausführung im SMM für das Betriebssystem und die laufenden Anwendungen (wie beispielsweise Virenscanner) nicht sichtbar ist, stellt der SMM einen erstrebenswerten Betriebsmodus für Schadsoftware dar.

### Echtzeit
Durch die Ausführung im SMM können bei x86-Echtzeitsystemen Latenzen im Millisekundenbereich auftreten. Zweierlei Aspekte machen eine Verletzung der Echtzeitschranken möglich:
1. Während der Ausführung im SMM kann nicht auf Interrupts reagiert werden.
2. Die Ausführungszeit wird dem Echtzeitsystem entzogen.

Unter Linux existiert ein Kernelmodul, um die Ausführung im SMM aufgrund der vom Betriebssystem „gestohlenen“ Zeit zu detektieren.